# Bá quốc Artois
Bá quốc Artois (tiếng Pháp: Comte d'Artois; tiếng Hà Lan: Graafschap Artesië) là một tỉnh lịch sử của Vương quốc Pháp, do Công tước xứ Burgundy nắm giữ từ năm 1384 đến 1477/82, và là một nhà nước của của Đế chế La Mã Thần thánh từ năm 1493 cho đến năm 1659.
Artois hiện nay nằm ở miền Bắc nước Pháp, giáp biên giới với Bỉ. Lãnh thổ của nó có diện tích khoảng 4000 km² và dân số khoảng 1 triệu người. Các thành phố chính của nó là Arras (Atrecht), Calais (Kales), Boulogne-sur-Mer (Bonen), Saint-Omer (Sint-Omaars), Lens và Béthune. Nó là một phần tạo thành Tỉnh Pas-de-Calais của Pháp.
Vốn là một bá quốc phong kiến, Artois bị Bá quốc Flanders sáp nhập. Artois bị nhập vào Pháp vào năm 1180 như của hồi môn của Isabelle xứ Hainaut, và một lần nữa được lập thành một bá quốc riêng biệt vào năm 1237 cho Robert I, Bá tước xứ Artois, cháu trai của Isabelle. Thông qua quyền thừa kế, Artois nằm dưới sự cai trị của các công tước xứ Burgundy vào năm 1384. Khi công tước thứ tư, Charles Táo bạo qua đời, Artois được Vương tộc Habsburg thừa kế và truyền lại cho dòng dõi Tây Ban Nha của triều đại. Sau các cuộc nổi dậy tôn giáo năm 1566 ở Hà Lan, Artois tham gia Chiến tranh Tám mươi năm một thời gian ngắn vào năm 1576, tham gia Bình định Ghent cho đến khi thành lập Liên minh Arras năm 1579.
Sau Liên minh, Artois và Bá quốc Hainaut (tiếng Hà Lan: Henegouwen) đã đạt được một thỏa thuận riêng với Felipe II của Tây Ban Nha. Artois ở lại với Hà Lan thuộc Tây Ban Nha cho đến khi nó bị người Pháp chinh phục trong Chiến tranh Ba mươi năm. Việc thôn tính được thừa nhận trong Hiệp ước Pyrenees năm 1659, và nó trở thành một tỉnh của Pháp. Artois phần lớn nói tiếng Pháp, nhưng nó là một phần của Nam Hà Lan cho đến khi Pháp sáp nhập.